# Personalização em massa
A personalização em massa (CM) é definida como a produção em massa de bens e serviços que atendam aos anseios específicos de cada cliente, individualmente, a custos semelhantes aos dos produtos não customizados. Dessa forma a CM oferece produtos únicos a baixo custo e com prazo de entrega relativamente curto, em um ambiente de produção em massa.
A CM pode ser entendida como uma evolução natural dos processos de negócios, resultante do aperfeiçoamento dos padrões tradicionais de organização de processos que possibilitou aumentar significativamente a flexibilidade e agilidade da empresa, bem como melhorar seus índices de qualidade, mantendo os custos competitivos.

## Características
Algumas empresas, para realizar a customização em massa, utilizam de uma rede de células de trabalho. Estas células possuem uma certa autonomia. Cada um recebe uma operação ou uma série de operações e ficam responsáveis por essas operações. Elas não possuem uma ordem como na produção em massa, pois suas atividades são feitas conforme o que o cliente desejou.
Para que a CM funcione 3 características organizacionais são importantes:
1. Projetar o produto em módulos independentes, para facilitar a montagem sem aumentar os custos
2. Layout de produção em módulos independentes para serem realocados com facilidade.
3. A cadeia de suprimentos: disponibilizar os produtos básicos de maneira efetiva racionalizando os custos. Flexibilidade para atender aos clientes desde o momento do pedido até a entrega do produto acabado.

### Dificuldades da implementação da customização em massa
As principais dificuldades da implementação da CM são:
- Criação de serviço sob medida para atender a uma grande quantidade.
- Necessidade da apresentação de variedade do “mix” de produtos.
- Altos investimentos na parte de relacionamento com o cliente.

### Customização em massa X personalização
Outro fator que deve ser entendido é que a customização em massa não é uma personalização por completo do produto, é sim uma customização do produto conforme a empresa pode oferecer ao cliente. Por exemplo o carro inglês Mini Cooper, no seu site  existe a opção de customizar o carro. Porém não chega a ser uma personalização por completo pois existem no site as opções de modificação que podem ser realizadas, como cor do carro, tipos de aros para as rodas, cor do teto e faixas, porém tudo limitado ao que a empresa apresenta, não há como pintar o carro por exemplo de azul marinho, ou as faixas só estão disponíveis nas cores branco ou preto.
Outro site como o da Nike já possui uma paleta de mudanças maiores, mas ainda sim limitadas a algum tipo de produto, no caso da Nike só os tênis.
O que se pode afirmar então é que a customização em massa não é uma personalização definitiva do produto, pois as empresas ainda possuem limitações quanto ao que oferecem ao cliente.
Um próximo estágio da customização pode ser a união entre empresas para a customização. A Ford se une com a Lexani (fabricante de rodas) e assim produzem produtos ainda mais personalizados, mas deve-se analisar os quanto será cobrado estes serviços, já que essa é uma das principais tônicas da CM.

## Literatura
- BALLOU, R.H. Gerenciamento da cadeia de suprimentos: planejamento, organização e logística empresarial. Porto Alegre: Bookman, 2001.

- Coletti, P.; Aichner, T. (2011): Mass Customization: An Exploration of European Characteristics. Heidelberg, Alemanha: Springer.

- CORRÊA, Henrique L. & CORRÊA, Carlos A. Administração de Produção e Operações: manufatura e serviços – uma abordagem estratégica. São Paulo: Atlas, 2004.

- Fogliatto, F.S.; Da Silveira, G.J.C. e Borenstein, D. (2012): The mass customization decade: An updated review of the literature, International Journal of Production Economics 138(1), 14-25.